# República Socialista Soviética de Estonia
La República Socialista Soviética de Estonia, abreviado como RSS de Estonia (en estonio: Eesti Nõukogude Sotsialistlik Vabariik; ruso: Эстонская Советская Социалистическая Республика, romanizado: Estonskaya Sovetskaya Sotsialisticheskaya Respublika), comúnmente referida como Estonia Soviética, fue una de las quince repúblicas constituyentes de la antigua Unión Soviética, desde 1940 hasta 1991, desde su anexión hasta la reinstauración de su independencia.

## Historia
La antigua Estonia fue ocupada por las tropas del Ejército Rojo el 17 de junio de 1940, tras un referéndum por el cual los estonios decidían integrarse en la URSS ante la amenaza alemana. La RSS de Estonia se incorporó oficialmente a la Unión Soviética el 6 de agosto de 1940, convirtiéndose en la decimosexta república de la URSS. Durante la Segunda Guerra Mundial, fue conquistada y ocupada por la Alemania nazi en 1941 formando parte del reichskommissariat Ostland, para ser liberada por la URSS en 1944, durante la ofensiva del Báltico.
Inmediatamente después de la guerra, se emprendieron importantes proyectos de inmigración, etiquetados como "ayuda fraternal bajo las políticas de nacionalidad estalinistas".  Para la reconstrucción de la posguerra, cientos de miles de rusófonos fueron reubicados en Estonia, principalmente en las ciudades. Durante los años 1945-1950, el recuento de la población urbana total aumentó de 267.000 a 516.000;  más del 90% del aumento son inmigrantes.
Los Estados Unidos, el Reino Unido y otros países occidentales consideraron esta anexión un acto ilegal (siguiendo los postulados la doctrina Stimson), por lo que continuaron manteniendo relaciones diplomáticas con los representantes del gobierno de Estonia en el exilio, y no reconocieron a la RSS de Estonia como parte de la URSS. La RSS de Estonia cambió de nombre a República de Estonia el 8 de mayo de 1990, aunque no recuperaría su plena soberanía hasta el 20 de agosto de 1991, cuando Estonia se proclamó independiente, recibiendo el reconocimiento de la comunidad internacional en las siguientes semanas. La economía estonia era de las más fuertes de entre las repúblicas soviéticas, y actualmente Estonia sigue siendo la más próspera de las antiguas repúblicas que conformaban la URSS.
En 1979, aproximadamente, el 65% de la población era étnicamente estonia, mientras que había, y aún hay, una importante minoría rusa (28%). Otras nacionalidades estadísticamente significativas son los ucranianos (2,5%), los bielorrusos (± 2%) y los finlandeses (±1,5%).

### Pacto germano-soviético

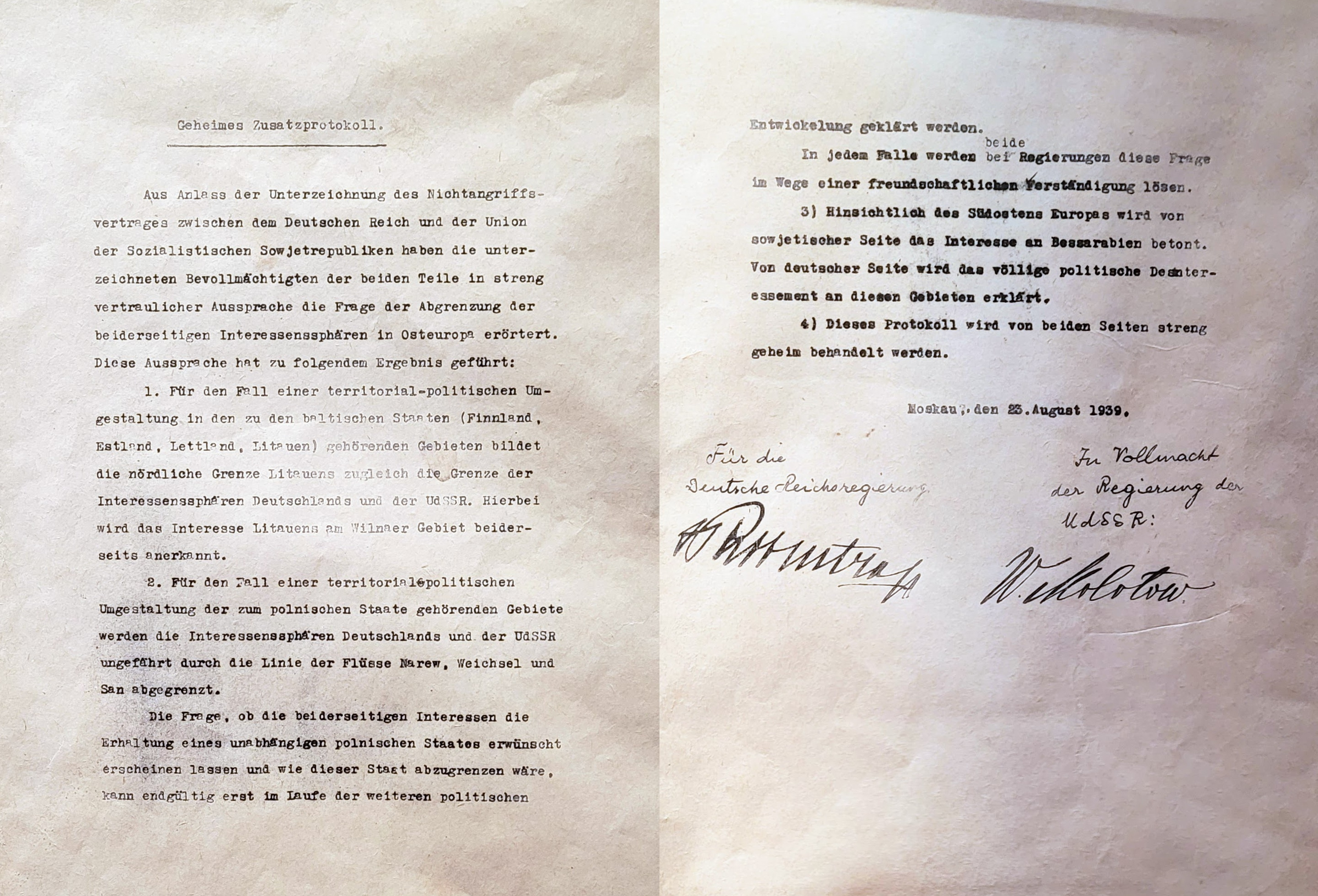
Según el Pacto germano-soviético del 23 de agosto de 1939, Finlandia, Estonia, Letonia y Lituania se dividieron en "esferas de influencia" alemanas y soviéticas (copia alemana)

El pacto germano-soviético, que se firmó el 23 de agosto de 1939, una semana antes del estallido de la Segunda Guerra Mundial, asignó en secreto a Estonia a la "esfera de influencia" soviética. El 24 de septiembre de 1939, los buques de guerra de la Marina soviética bloquearon los principales puertos de Estonia, un país neutral, y los bombarderos soviéticos comenzaron a patrullar los alrededores de su ciudad capital, Tallin. Moscú exigió que Estonia permitiera a la URSS establecer bases militares soviéticas en su territorio y estacionar 25.000 soldados en estas bases "mientras dure la guerra europea". El gobierno de Estonia cedió al ultimátum, firmando el correspondiente acuerdo de asistencia mutua el 28 de septiembre de 1939.
El 12 de junio de 1940, se dio la orden de bloqueo militar total de Estonia a la flota soviética del Báltico. El 14 de junio entró en vigor el bloqueo militar soviético de Estonia mientras la atención mundial se centraba en la caída de París ante la Alemania nazi. Dos bombarderos soviéticos derribaron un avión de pasajeros finlandés "Kaleva" que volaba de Tallin a Helsinki que llevaba tres valijas diplomáticas de las legaciones estadounidenses en Tallin, Riga y Helsinki. El 16 de junio, las tropas soviéticas de la NKVD asaltaron puestos fronterizos en Estonia (junto con Lituania y Letonia). El dictador soviético Iósif Stalin afirmó que se habían violado los tratados de asistencia mutua de 1939 y dio un ultimátum de seis horas para que se formaran nuevos gobiernos en cada país, incluidas listas de personas para puestos de gabinete proporcionadas por el Kremlin. El gobierno de Estonia decidió, de conformidad con el pacto Kellogg-Briand, no responder a los ultimátum por medios militares. Dada la abrumadora fuerza soviética tanto en las fronteras como dentro del país, se dio la orden de no resistir para evitar el derramamiento de sangre y la guerra abierta.
El 16 y 17 de junio de 1940, el Ejército Rojo salió de sus bases militares en Estonia y, con la ayuda de la invasión de 90 000 soldados adicionales a través de la frontera con la URSS, se apoderó del país y ocupó todo el territorio de Estonia. La mayoría de las Fuerzas de Defensa de Estonia y la Liga de Defensa de Estonia se rindieron de acuerdo con las órdenes y fueron desarmadas por el Ejército Rojo. Solo el Batallón de Señales Independientes de Estonia estacionado en la calle Raua en Tallin comenzó la resistencia armada. Mientras las tropas soviéticas traían refuerzos adicionales apoyados por seis vehículos blindados de combate, la batalla en la calle Raua duró varias horas hasta la puesta del sol. Hubo un muerto, varios heridos del lado estonio y unos 10 muertos y más heridos del lado soviético. Finalmente, la resistencia militar terminó con negociaciones y el Batallón Independiente de Señales se rindió y fue desarmado.

Bandera de la RSS de Estonia (1940-1953).

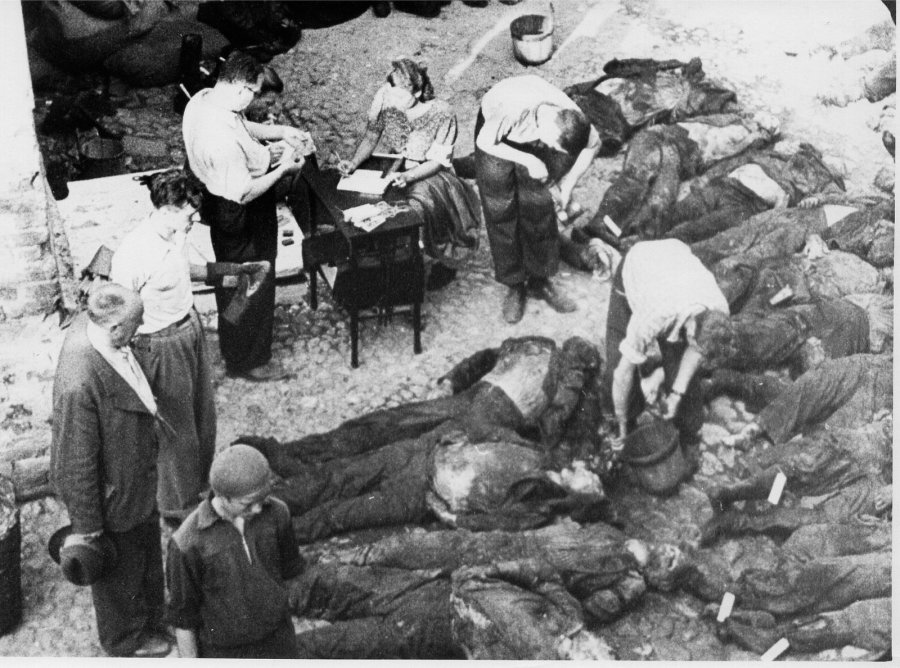
Personas masacradas por la NKVD soviética el 8 de julio de 1941 en Tartu, RSS de Estonia.

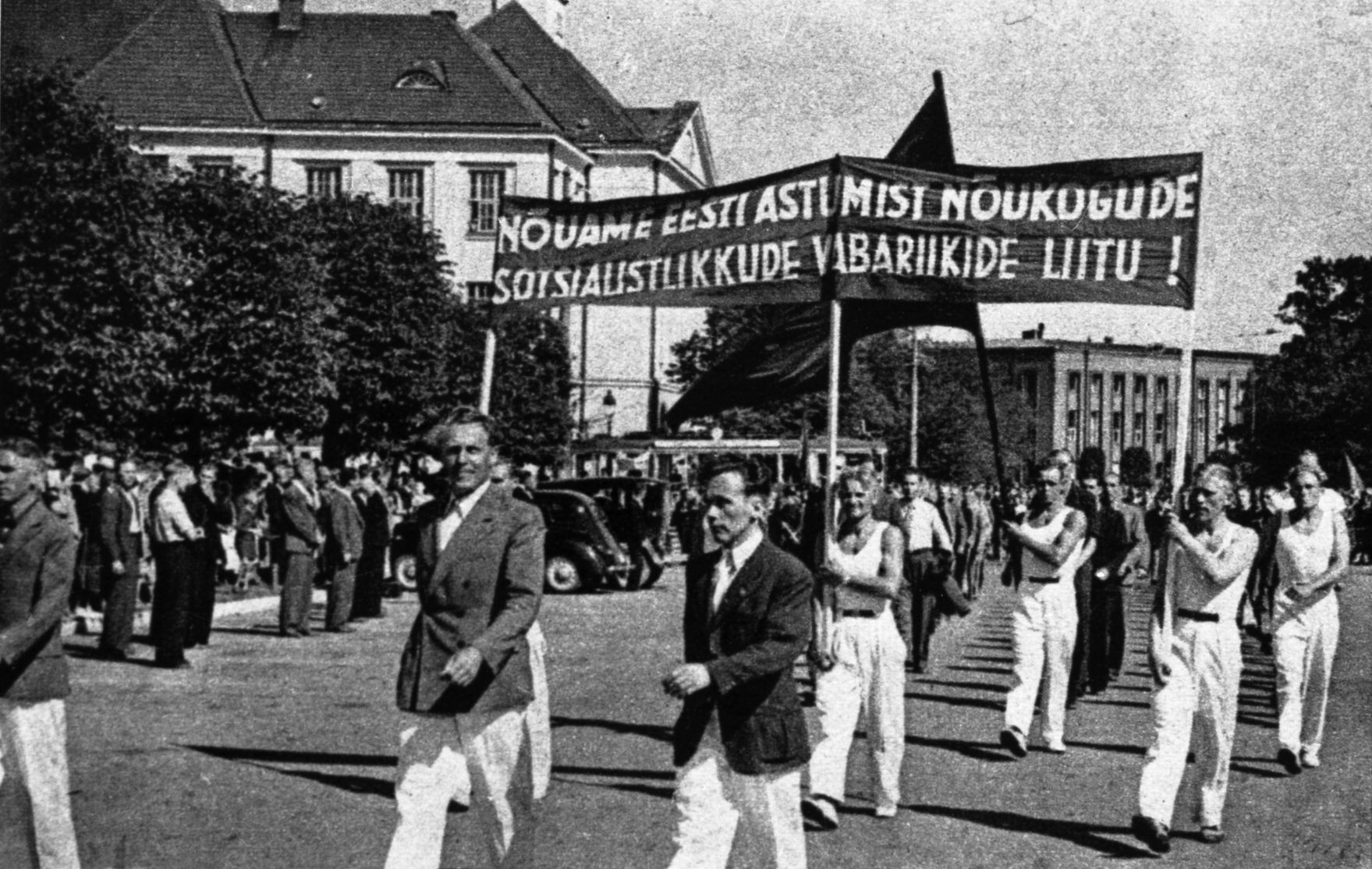
Manifestación organizada por los soviéticos en Tallin, julio de 1940.

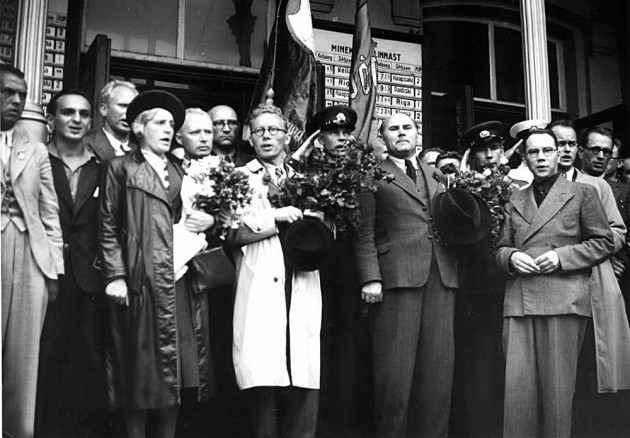
Karl Säre con otros funcionarios del Partido Comunista de Estonia en Tallin, julio de 1940.

El 18 de junio de 1940, se completaron las operaciones militares a gran escala para la ocupación de Estonia, Letonia y Lituania. En los días siguientes, las tropas soviéticas organizaron y apoyaron "manifestaciones" estalinistas en Tallin y otras ciudades más grandes. Posteriormente, las administraciones estatales fueron liquidadas y reemplazadas por cuadros soviéticos, seguido de una represión masiva. La revista Time informó el 24 de junio que "Medio millón de hombres e innumerables tanques" del Ejército Rojo soviético "se movieron para salvaguardar la frontera [de Rusia] contra la Alemania ebria de conquistas", una semana antes de la Caída de Francia. El 21 de junio de 1940 se completó la ocupación militar soviética de la República de Estonia. Ese día, el presidente Konstantin Päts (deportado a Ufa, RSFS de Rusia el 30 de julio de 1940 y arrestado unas semanas después) fue presionado para afirmar el gobierno títere de Johannes Vares designado por Andréi Zhdánov, tras la llegada de manifestantes acompañados por tropas del Ejército Rojo. con vehículos blindados a la residencia del presidente de Estonia. La bandera de Estonia fue reemplazada por una bandera roja en la torre Pikk Hermann de Tallin.
Los días 14 y 15 de julio de 1940, las autoridades de ocupación celebraron elecciones parlamentarias extraordinarias amañadas, en las que se presentó a los votantes una lista única de candidatos proestalinistas. Con el fin de maximizar la participación de los votantes para legitimar el nuevo sistema, los documentos de los votantes se sellaron en las instalaciones de votación para identificarlos en el futuro, junto con una amenaza en el principal periódico comunista, Rahva Hääl, de que "sería extremadamente imprudente eludir elecciones... Solo los enemigos del pueblo se quedan en casa el día de las elecciones". Cada boleta contenía solo el nombre del candidato asignado por los soviéticos, y la única forma de registrar la oposición era tachar ese nombre en la boleta. Según los resultados oficiales de las elecciones, el bloque comunista "Unión de los Trabajadores de Estonia" ganó el 92,8% de los votos con el 84,1% de la población asistiendo a las elecciones. La revista Time informó que, después de las elecciones, se establecieron tribunales para juzgar y castigar a los "traidores al pueblo", que incluían a los opositores a la sovietización y aquellos que no votaron por la incorporación a la Unión Soviética. Esta elección se considera ilegal, ya que la ley electoral enmendada, junto con cientos de otras leyes aprobadas por el gobierno de Vares, no había sido aprobada por la cámara alta del parlamento, como lo exige la constitución de Estonia. La cámara alta se disolvió poco después de la ocupación soviética y nunca se volvió a reunir.
Una vez que concluyeron las elecciones, las autoridades que previamente habían negado cualquier intención de establecer un régimen soviético comenzaron a hablar abiertamente de sovietización e incorporación a la Unión Soviética. El "Parlamento Popular" recién "elegido" se reunió el 21 de julio de 1940. Su única agenda era una petición para unirse a la Unión Soviética, que fue aprobada por unanimidad. La RSS de Estonia se anexó formalmente a la Unión Soviética el 9 de agosto de 1940, convirtiéndose nominalmente en la decimosexta parte constituyente (o "república de la unión") de la URSS. Después de otra "república de la unión", la RSS de Karelo-Finlandia fue degradada a "ASSR", o a una "república de la unión autónoma" en 1956, hasta 1991, las autoridades soviéticas se refirieron a la RSS de Estonia como la 15.ª (es decir, "la última en la lista") "república" constituyente.
El 23 de julio de 1940, el nuevo régimen estalinista nacionalizó todas las tierras, los bancos y las principales empresas industriales de Estonia. A los agricultores se les asignaron pequeñas parcelas de tierra durante las reformas agrarias. La mayoría de las pequeñas empresas fueron nacionalizadas poco después. El gobierno central soviético lanzó la colonización del país ocupado mediante la promoción de un movimiento de población a gran escala hacia Estonia, ya que los inmigrantes de Rusia y otras partes de la antigua URSS se establecieron en Estonia. Según algunos estudiosos occidentales, las relaciones entre la Unión Soviética y la RSS de Estonia eran las del colonialismo interno.
las estructuras económicas anteriores construidas principalmente en 1920-1940 fueron destruidas a propósito;
se construyeron nuevas estructuras productivas sólo para satisfacer los intereses del poder colonial, asignando prioridades de acuerdo con una red de cadenas productivas de todos los sindicatos;
los recursos ambientales locales fueron ampliamente sobreutilizados;
las políticas de empleo y migración se orientaron hacia la asimilación de la población nativa;
Se cortaron los antiguos lazos económicos de Estonia y la economía estonia se aisló de los mercados no soviéticos.
Todos los bancos y cuentas fueron esencialmente nacionalizados; mucha maquinaria industrial fue desmontada y trasladada a otros territorios soviéticos. Antes de retirarse en 1941, el Ejército Rojo, siguiendo la política de tierra arrasada, quemó la mayoría de las construcciones industriales, destruyendo centrales eléctricas, vehículos y ganado. Millones de dólares en bienes supuestamente fueron trasladados de Estonia a Rusia durante la evacuación de 1941.
También hubo un exceso de mortalidad entre la gente común, que se ha atribuido a la desnutrición.

### Reacción internacional
Tras la invasión y ocupación soviética de Estonia del 16 al 17 de junio de 1940 y la posterior anexión de Estonia a la URSS el 6 de agosto de 1940, las únicas potencias extranjeras que reconocieron la legalidad de la ocupación soviética y la anexión fueron la Alemania nazi y Suecia.
La navegación fue nacionalizada. Se ordenó a los barcos que volaran la hoz y el martillo y se dirigieran a un puerto soviético. August Torma, el enviado designado por el gobierno estonio anterior, buscó protección y tranquilidad para los 20 barcos estonios en los puertos británicos. No pudo obtener garantías, por lo que la mayoría se fue a la Unión Soviética.
La experiencia irlandesa fue diferente. Hubo una pelea entre Peter Kolts, que levantó la hoz y el martillo, y el capitán Joseph Juriska, que quería quitársela. Se llamó a la Garda Síochána. Al día siguiente, el juez Michael Lennon condenó a Kolts a una semana de cárcel.[42] Tras este veredicto y sentencia, los barcos en los puertos irlandeses eligen permanecer. Los soviets examinaron sin éxito la cuestión de la propiedad en los tribunales irlandeses. La Unión Soviética hizo una protesta 'más enfática'. Había tres barcos estonios en puertos irlandeses, más dos de Letonia y uno lituano. Esto tuvo un efecto significativo en la capacidad de Irlanda para continuar comerciando durante la guerra.
Los Estados Unidos, el Reino Unido y varios otros países consideraron ilegal la anexión de Estonia por parte de la URSS siguiendo la Doctrina Stimson, una postura que convirtió a la doctrina en un precedente establecido del derecho internacional.[44] Aunque EE. UU., el Reino Unido y los otros aliados de la Segunda Guerra Mundial reconocieron de facto la ocupación de los estados bálticos por parte de la URSS en la Conferencia de Yalta en 1945, mantuvieron relaciones diplomáticas con los representantes exiliados de la República independiente de Estonia, y nunca reconoció formalmente la anexión de Estonia de jure.
El gobierno y los funcionarios rusos sostienen hasta la fecha que la anexión soviética de Estonia fue legítima.

### Histografía soviética
Las fuentes soviéticas anteriores a la Perestroika que reflejan la historiografía soviética describieron los eventos de 1939 y 1940 de la siguiente manera: en una antigua gobernación del Imperio Ruso, la Gobernación de Estonia (en ruso: Эстляндская губерния), el poder soviético se estableció a fines de octubre de 1917. La república soviética de Estonia fue proclamada en Narva el 29 de noviembre de 1918, pero cayó ante los contrarrevolucionarios y los Ejércitos Blancos en 1919. En junio de 1940, el poder soviético fue restaurado en Estonia cuando los trabajadores derrocaron la dictadura fascista en el país.
Según fuentes soviéticas, la presión de los trabajadores de Estonia obligó a su gobierno a aceptar la propuesta de 1939 de un tratado de asistencia mutua de la Unión Soviética. El 28 de septiembre de 1939 se firmó el Pacto de Asistencia Mutua que permitía a la URSS estacionar un número limitado de unidades del ejército soviético en Estonia. Las dificultades económicas, el descontento con las políticas del gobierno estonio "que sabotean el cumplimiento del Pacto y el gobierno estonio" y la orientación política hacia la Alemania nazi llevaron a una situación revolucionaria en junio de 1940. Una nota del gobierno soviético al gobierno estonio sugirió que se mantuvieran estrictamente al Pacto de Asistencia Mutua. Para garantizar el cumplimiento del Pacto, unidades militares adicionales ingresaron a Estonia, recibidas por los trabajadores estonios que exigieron la renuncia del gobierno estonio. El 21 de junio, bajo la dirección del Partido Comunista de Estonia, se llevaron a cabo manifestaciones políticas de trabajadores en Tallin, Tartu, Narva y otras ciudades. El mismo día fue derrocado el gobierno fascista y se formó el gobierno popular dirigido por Johannes Vares. Los días 14 y 15 de julio de 1940 se celebraron elecciones para el Parlamento de Estonia y la Asamblea Estatal (Riigikogu). El "Sindicato del Pueblo Trabajador", creado por iniciativa del Partido Comunista de Estonia, recibió con una participación del 84,1 % el 92,8 % de los votos. El 21 de julio de 1940, la Asamblea del Estado adoptó la declaración de restauración del poder soviético en Estonia y proclamó la República Socialista Soviética de Estonia. El 22 de julio se ratificó la declaración del deseo de Estonia de unirse a la URSS y se solicitó en consecuencia al Sóviet Supremo de la Unión Soviética. La solicitud fue aprobada por el Soviet Supremo de la URSS el 6 de agosto de 1940. El 23 de julio, la Asamblea del Estado proclamó que todas las tierras eran propiedad del pueblo mientras se nacionalizaban los bancos y la industria pesada. El 25 de agosto, la Asamblea Estatal adoptó la Constitución de la RSS de Estonia, se rebautizó como Soviet Supremo de la RSS de Estonia y aprobó el Consejo de Comisarios del Pueblo de la RSS de Estonia.

### Ocupación alemana
Después de que la Alemania nazi invadiera la Unión Soviética el 22 de junio de 1941, la Wehrmacht llegó a Estonia en julio de 1941. Muchos estonios percibían a los alemanes como libertadores de la URSS y del comunismo en general. Miles de hombres estonios lucharon directamente junto al ejército alemán durante la guerra. Un grupo guerrillero anticomunista los llamados Hermanos del Bosques también ayudó a la Wehrmacht. Estonia se incorporó a la comisaria alemana de Ostland.

### Ofensiva del Báltico

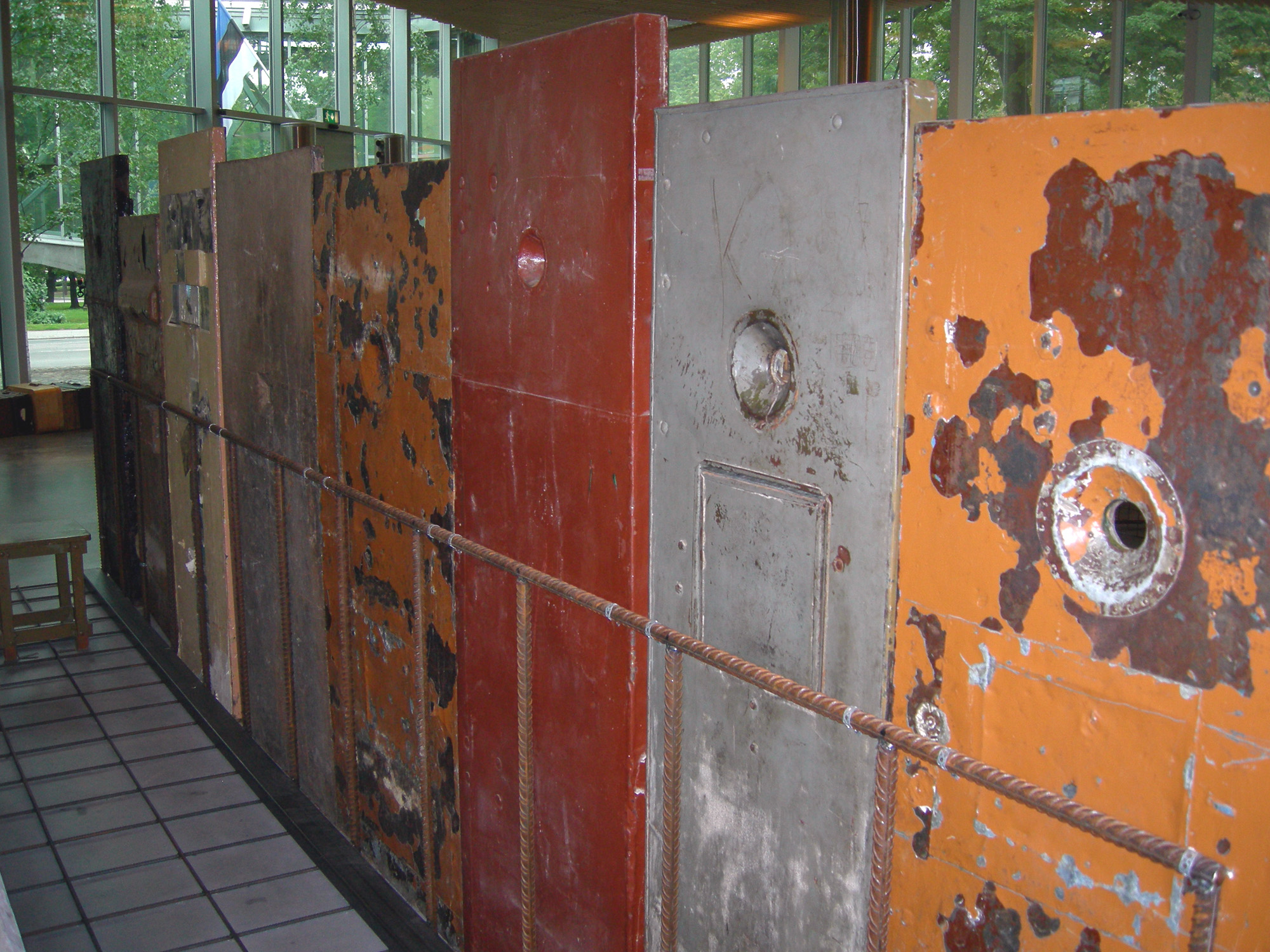
Puertas de la prisión soviética en exhibición en el Museo de las Ocupaciones, Tallin, Estonia.

La Unión Soviética retomó Estonia en 1944,. cuando el Ejército Rojo expulsó a los alemanes Ingria, Narva y el este de la parroquia de Vaivara en Estonia en la Batalla de Narva, el sureste de Estonia en la Ofensiva de Tartu y el resto del país en la Ofensiva del Báltico. Tras el regreso del ejército soviético, 80,000 personas huyeron de Estonia por mar a Finlandia y Suecia en 1944. 25.000 estonios llegaron a Suecia y otros 42.000 a Alemania. Durante la guerra, unos 8.000 suecos estonios y sus familiares habían emigrado a Suecia. Después de la retirada de los alemanes, unos 30.000 partisanos permanecieron escondidos en los bosques de Estonia, librando una guerra de guerrillas hasta principios de la década de 1950.
Después de la reocupación, se volvió a imponer la política de nacionalización soviética de 1940, así como la colectivización de las granjas. Se expropiaron más de 900.000 hectáreas en los pocos años posteriores a la reocupación, mientras que gran parte de esa tierra se entregó a nuevos colonos de Rusia u otros lugares de la Unión Soviética. La colectivización rápida comenzó en 1946, seguida en 1947 por una represión contra los agricultores kulak. La represión de los kulaks comenzó como impuestos opresivos, pero finalmente condujo a deportaciones masivas. Aquellos que se resistieron a la colectivización fueron asesinados o deportados. Más del 95% de las granjas fueron colectivizadas en 1951.
La deportación masiva de 1949 de unas 21.000 personas rompió la columna vertebral del movimiento partidista. 6.600 partisanos se entregaron en noviembre de 1949. Más tarde, el fracaso del levantamiento húngaro quebró la moral de los 700 hombres que aún permanecían a cubierto. Según datos soviéticos, hasta 1953 fueron derrotados 20.351 partisanos. De estos, 1.510 perecieron en las batallas. Durante ese período, los "hermanos del bosque" mataron a 1.728 miembros del Ejército Rojo, la NKVD y la Policía de Estonia. August Sabbe, el último "hermano" sobreviviente en Estonia, se suicidó cuando la KGB lo localizó e intentó arrestarlo en 1978. Se ahogó en un lago, cuando el agente de la KGB, disfrazado de pescador, lo perseguía.
Durante la primera década de la posguerra del dominio soviético, Estonia fue gobernada por Moscú a través de funcionarios estonios étnicos nacidos en Rusia. Nacidos en familias de estonios nativos en Rusia, estos últimos habían obtenido su educación en la Unión Soviética durante la era de Stalin. Muchos de ellos habían luchado en el Ejército Rojo (en el Cuerpo de Fusileros de Estonia), pocos dominaban el idioma estonio. Por esta última razón se les conocía con el término despectivo de "yestonianos", en alusión a su acento ruso.
Aunque Estados Unidos y el Reino Unido, los principales aliados de la URSS contra la Alemania nazi durante las últimas etapas de la Segunda Guerra Mundial, reconocieron implícitamente (de facto) la ocupación de Estonia por la URSS en la Conferencia de Yalta en 1945, ambos gobiernos, y la mayoría de las demás democracias occidentales no lo reconocieron de jure según la declaración de Sumner Welles del 23 de julio de 1940 Algunos de estos países reconocieron a los diplomáticos estonios que aún trabajaban en muchos países en nombre de sus antiguos gobiernos Estos cónsules persistieron en esta situación anómala hasta la última restauración de la independencia de Estonia en 1991.
Se tuvo especial cuidado en cambiar la estructura étnica de la población, especialmente en el condado de Ida-Viru. Por ejemplo, se adoptó una política de dar prioridad a los inmigrantes antes que a los refugiados de guerra que regresan en la asignación de viviendas.

### Destrucción de cementerios y monumentos de guerra
Se desmantelaron los cementerios y monumentos estonios del período 1918-1944. Entre otros, en el cementerio militar de Tallin, la mayoría de las lápidas de 1918 a 1944 fueron destruidas por las autoridades soviéticas. Este cementerio fue luego reutilizado por el Ejército Rojo después de la Segunda Guerra Mundial.
Otros cementerios destruidos por las autoridades durante la era soviética en Estonia incluyen los cementerios alemanes del Báltico, el cementerio de Kopli (establecido en 1774), el cementerio de Mõigu y el cementerio más antiguo de Tallin, el cementerio de Kalamaja (del siglo XVI). Después de la reocupación de Estonia en 1944, continuó el desmantelamiento de monumentos de la República de Estonia que habían sobrevivido o habían sido restaurados durante la ocupación alemana. El 15 de abril de 1945, en Pärnu, se demolió un monumento de Amandus Adamson, erigido en honor a 87 personas que habían caído en la guerra de Independencia de Estonia. El desmantelamiento de monumentos de guerra continuó durante varios años y se produjo en todos los distritos del país. En los Archivos del Estado de Estonia se ha conservado un archivo completo sobre los monumentos de la guerra de Independencia de Estonia, compilado por el Departamento Militar del Comité Central de EC(b)P en abril de 1945. Los monumentos se enumeran por condados en este archivo y especifica la cantidad de explosivo y una evaluación sobre el transporte que se necesitaron. Un extracto sobre Võrumaa dice:
“Para llevar a cabo los trabajos de demolición se deben movilizar 15 militantes del Partido y 275 personas del Batallón de Destrucción. Se necesitan 15 trabajadores para la ejecución de cada demolición y 10 personas para la protección... Para realizar la demolición Para la obra se necesitan 225 kg de TNT, 150 metros de cuerda/fusible y 100 cebos, ya que no hay material de demolición en el lugar. Se necesitan 11 camiones, que están disponibles pero que carecen de gasolina, para el traslado de las ruinas.”

### Post-estalinismo y Guerra Fría

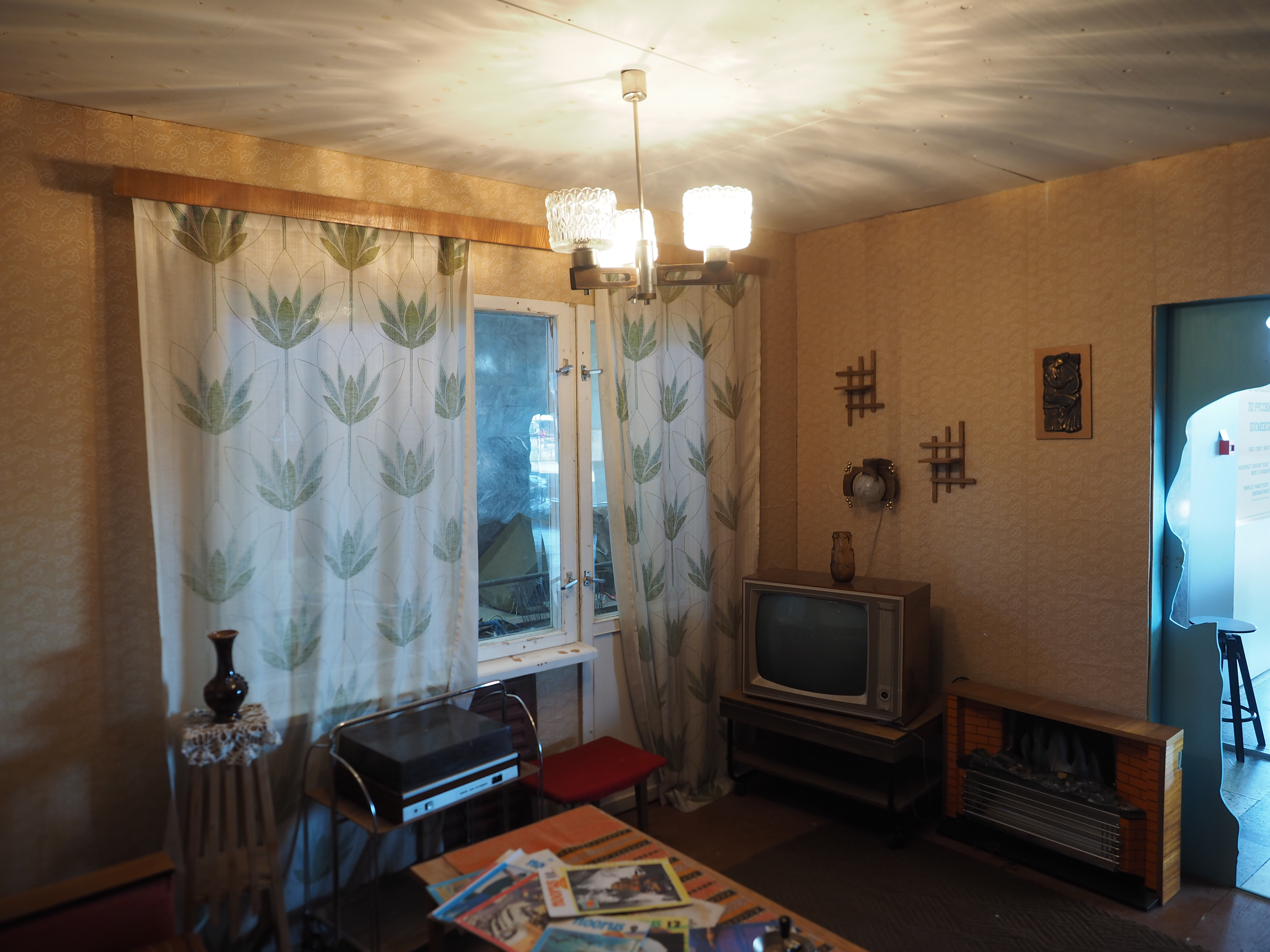
Una reconstrucción de una sala de estar típica de la era soviética, en un museo en el centro de Tallin.

Después de la muerte de Iósif Stalin, la membresía del Partido amplió enormemente su base social para incluir más estonios étnicos. A mediados de la década de 1960, el porcentaje de miembros de etnia estonia se estabilizó cerca del 50%. Un aspecto positivo de la era posterior a Stalin en Estonia fue la nueva concesión de permisos a fines de la década de 1950 para que los ciudadanos se pusieran en contacto con países extranjeros. Se reactivaron los lazos con Finlandia y en 1965 se abrió un servicio de ferry entre Tallin y Helsinki. El presidente de Finlandia, Urho Kekkonen, había visitado Tallin el año anterior y la línea de transbordadores se acredita ampliamente a Kekkonen.
Algunos estonios comenzaron a ver la televisión finlandesa mientras la torre de televisión de Helsinki transmitía desde solo 80 kilómetros (50 millas) y la señal era lo suficientemente fuerte en Tallin y en otros lugares de la costa norte de Estonia. Esta "ventana electrónica a Occidente" proporcionó a los estonios más información sobre temas de actualidad y más acceso a la cultura y el pensamiento occidentales que cualquier otro grupo en la Unión Soviética. Este entorno mediático algo más abierto fue importante para preparar a los estonios para su papel de vanguardia en la extensión de la perestroika durante la era de Gorbachov.
A fines de la década de 1970, la sociedad estonia se preocupó cada vez más por la amenaza de la rusificación cultural para el idioma estonio y la identidad nacional. En 1980, Tallin fue sede de los eventos de vela de los Juegos Olímpicos de Verano de 1980. En 1981, el ruso ya se enseñaba en el segundo grado de las escuelas primarias en idioma estonio y en algunas áreas urbanas también se estaba introduciendo en la enseñanza preescolar en estonio.
Las autoridades soviéticas comenzaron a atraer turistas finlandeses y las divisas extranjeras que tanto necesitaban. La agencia de viajes soviética Inturist contrató a la constructora finlandesa Repo para construir el Hotel Viru en el centro de Tallin. Los estonios vieron equipos de construcción, métodos y moral de trabajo muy diferentes. Entró en funcionamiento un transbordador mejorado MS Georg Ots entre Tallin y Helsinki. Estonia ganó moneda occidental, pero por otro lado los pensamientos y costumbres occidentales comenzaron a infiltrarse en la Estonia soviética.

### Perestroika

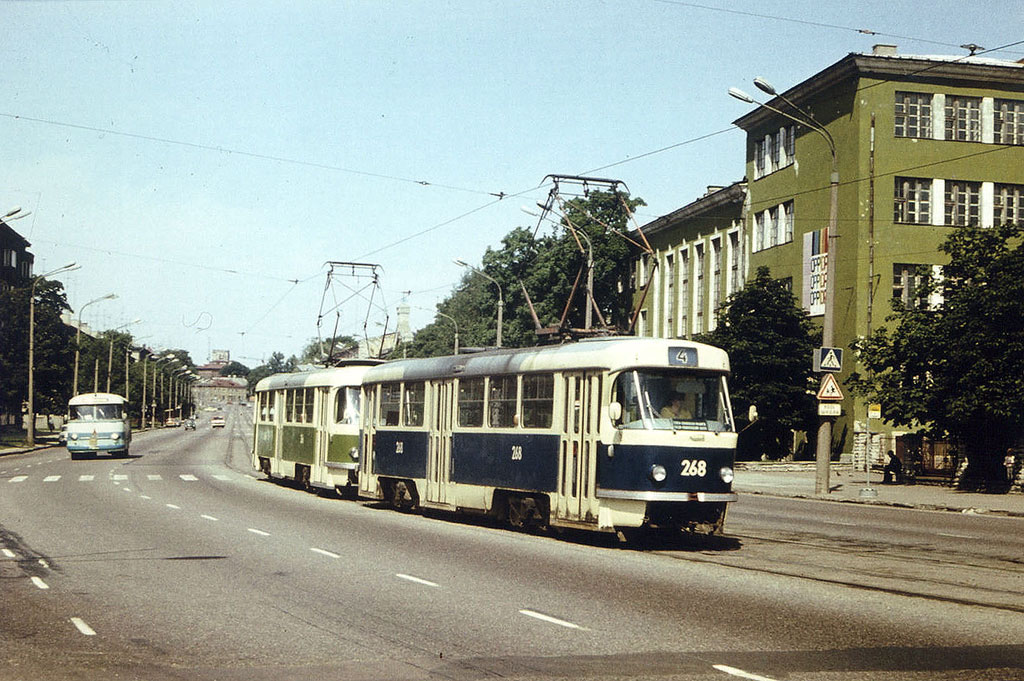
Un tranvía Tatra T4 en Tallin (1983)

Al comienzo del "gobierno de Gorbachov", la preocupación por la supervivencia cultural del pueblo estonio había llegado a un punto crítico. El ECP se mantuvo estable en los primeros años de la perestroika, pero disminuyó a fines de la década de 1980. Otros movimientos políticos, agrupaciones y partidos se movieron para llenar el vacío de poder. El primero y más importante fue el Frente Popular Estonio, establecido en abril de 1988 con su propia plataforma, liderazgo y amplia base electoral. Pronto siguieron los Verdes y el Partido de la Independencia Nacional de Estonia, liderado por disidentes. Para 1989, el espectro político se había ampliado y casi todas las semanas se formaban y reformaban nuevos partidos.
El "soviet supremo" de Estonia se transformó de una institución impotente de sello de goma en un auténtico organismo legislativo regional. Esta legislatura relativamente conservadora aprobó una temprana declaración de soberanía (16 de noviembre de 1988); una ley de independencia económica (mayo de 1989) confirmada por el Soviet Supremo de la URSS en noviembre; una ley lingüística que hace del estonio el idioma oficial (enero de 1989); y leyes electorales locales y republicanas que estipulan los requisitos de residencia para votar y ser candidato (agosto, noviembre de 1989).
Aunque la mayoría de los numerosos inmigrantes de la era soviética de Estonia no apoyaban la independencia total, la comunidad de inmigrantes, en su mayoría de etnia rusa, estaba dividida en términos de opiniones sobre la "república soberana". En marzo de 1990, alrededor del 18 % de los rusohablantes apoyaba la idea de una Estonia totalmente independiente, frente al 7 % del otoño anterior. A principios de 1990, solo una pequeña minoría de personas de etnia estonia se oponía a la independencia total.

### Independencia

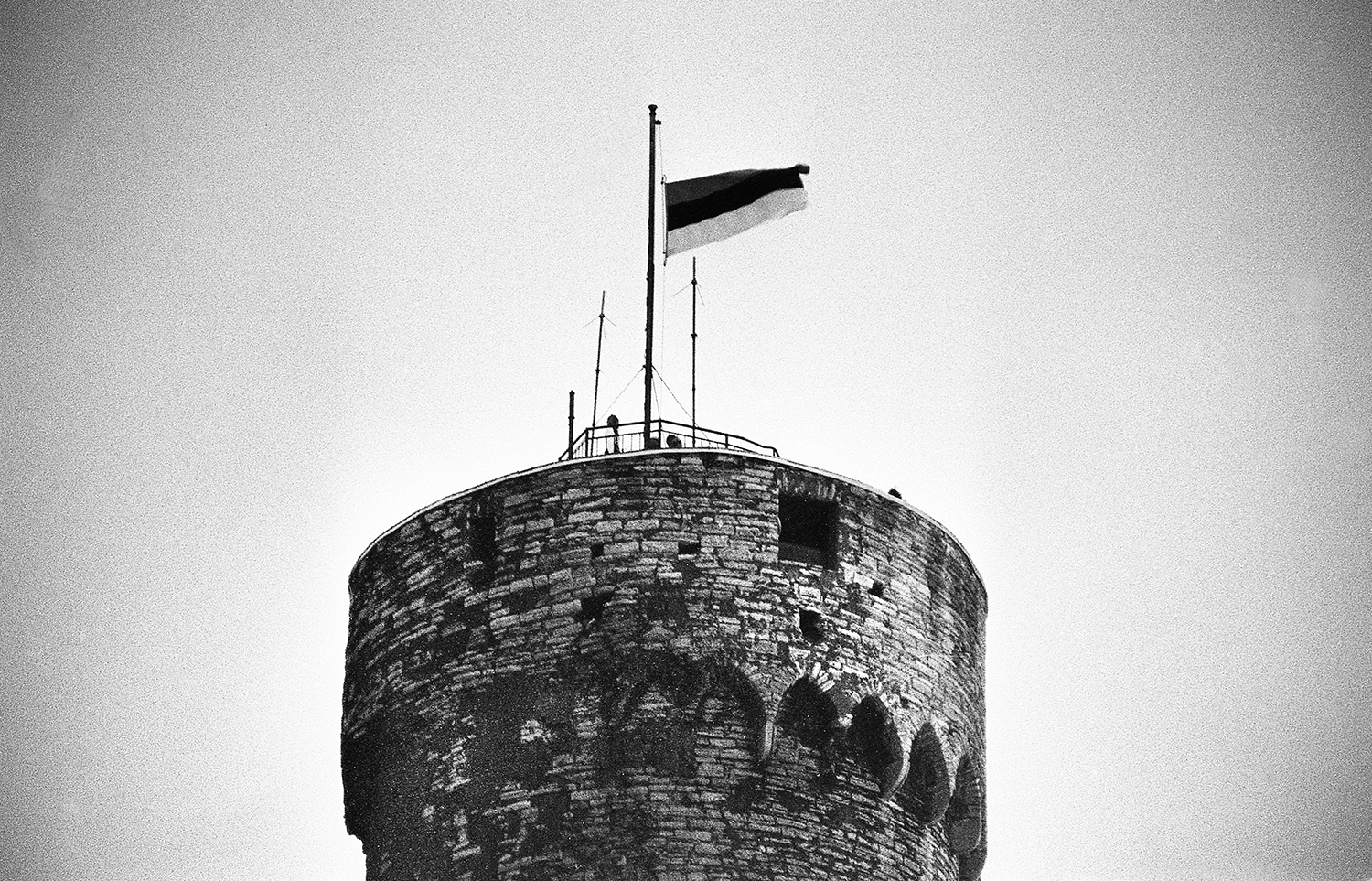
La bandera azul-negra-blanca de Estonia se izó en Pikk Hermann el 24 de febrero de 1989.

El 16 de noviembre de 1988, el primer parlamento elegido libremente durante la era soviética en Estonia aprobó la Declaración de Soberanía de Estonia. El 8 de mayo de 1990, el parlamento restableció la Constitución de Estonia (1938) y las palabras "socialista soviético" se eliminaron del nombre "República Socialista Soviética de Estonia". El 20 de agosto de 1991, el parlamento estonio adoptó una declaración que confirmaba el restablecimiento de la plena independencia del país. Después de la restauración de la independencia, el primer país en reconocer a Estonia como país independiente fue Islandia, el 22 de agosto de 1991. El 6 de septiembre de 1991, el Consejo de Estado de la URSS reconoció la independencia de Estonia, y los reconocimientos de muchos países siguieron poco después.
El 23 de febrero de 1989, la bandera de la República Socialista Soviética de Estonia se arrió en Pikk Hermann y se reemplazó con la bandera azul-negra-blanca de Estonia el 24 de febrero de 1989. En 1992, Heinrich Mark, primer ministro de la República de Estonia en el exilio, presentó sus cartas credenciales al recién elegido presidente de Estonia, Lennart Meri. Las últimas tropas rusas se retiraron de Estonia en agosto de 1994. La Federación Rusa terminó oficialmente su presencia militar en Estonia después de que cedió el control de las instalaciones del reactor nuclear en Paldiski en septiembre de 1995. Estonia se unió a la Unión Europea y la OTAN en 2004.

## Política
Al igual que en las demás repúblicas de la Unión Soviética, Estonia tenía un gobierno en el marco de una república socialista de partido único gobernada por la rama regional del Partido Comunista de la Unión Soviética conocida como Partido Comunista de la República Socialista Soviética de Estonia, dirigida por un Primer Secretario, y que tenía una importante presencia en todos los órganos de gobierno, política y sociedad. El poder legislativo consistía en el Sóviet Supremo, el cual era el parlamento unicameral de la república encabezada por un presidente, y con sede en el edificio del Sóviet Supremo en Tallin. El Presidente del Consejo de Ministros por otro lado dirigía al poder ejecutivo.

### Militar

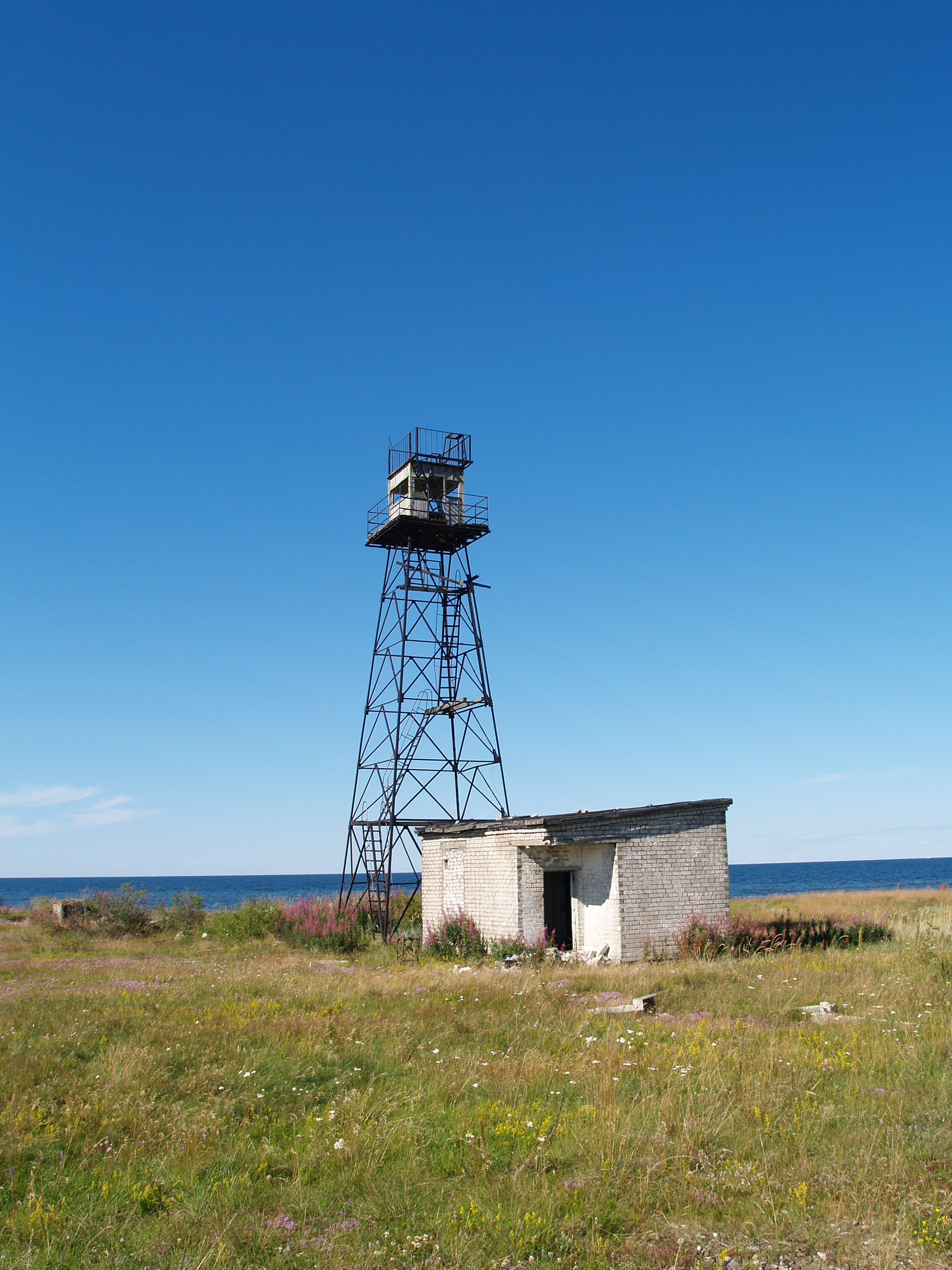
Antiguo puesto de observación de la Guardia Fronteriza Soviética en Estonia.

Debido a la ubicación geográfica estratégica, la República Socialista Soviética de Estonia fue considerada como una zona estratégica para las Fuerzas Armadas Soviéticas. Por lo tanto, el territorio estaba fuertemente militarizado y era parte del Distrito Militar del Báltico, que incluía una fuerte presencia de la Defensa Aérea Soviética, la Armada y también las Fuerzas de Cohetes Estratégicos. El Distrito Militar Báltico incluía las siguientes unidades:
Unidades de tierra:
144a División de Fusileros Motorizados de la Guardia, (Tallin)
182.º Regimiento de Fusileros Motorizados de la Guardia (Klooga)
188. ° Regimiento de fusileros motorizados de la Guardia (Klooga)
254.º Regimiento de Fusileros Motorizados de la Guardia (Tallin)
148 ° Batallón de reconocimiento independiente (Klooga)
295 ° Batallón de Ingenieros Independientes (Klooga)
228 ° Regimiento de Tanques (Keila)
450 ° Regimiento de Artillería (Klooga)
Unidades aéreas:
170 ° Regimiento de Aviación Naval Shturmovik (Ämari)
321. ° Regimiento de Aviación Naval Shturmovik (Ämari)
366.º Regimiento de Aviación Interceptor (Pärnu)
384.º Regimiento de Aeronaves Interceptoras
(Tallin)
425.º Regimiento de Aviación Interceptor (Haapsalu)
655.º Regimiento de Aviación Interceptor (Pärnu)
656 ° Regimiento de Aviación Interceptor (Tapa)
66 ° Regimiento Aéreo de Ataque Soviético (Kunda)
192. ° Regimiento de Aviación de Transporte Militar (Tartu)
196.º Regimiento de Aviación de Transporte Militar (Tartu)
132 ° Regimiento de Aviación de Bombarderos Pesados (Tartu)
2. ° Ejército de Defensa Aérea
Unidades navales:
Flota Báltica (Tallinn-Paldiski)
La formación militar estuvo a cargo de la Escuela Superior de Construcción Política y Militar de Tallin.

## Subdivisión administrativa

### Óblasts
| Nombre           | Capital | Superficie (miles de km²) | Población (miles de hab.) |
| ---------------- | ------- | ------------------------- | ------------------------- |
| Óblast de Pärnu  | Pärnu   |                           |                           |
| Óblast de Tallin | Tallin  |                           |                           |
| Óblast de Tartu  | Tartu   |                           |                           |

## Economía
En el sistema soviético, todos los ingresos locales se asignaron inicialmente al presupuesto federal en Moscú, y algunos de ellos luego se invirtieron nuevamente en las economías locales. Las cifras de esas inversiones se pusieron a disposición del público, promoviendo así una impresión positiva de las contribuciones del Centro Federal Soviético a la periferia, incluidos los estados bálticos. Sin embargo, las cifras de inversión por sí solas no representan los ingresos reales;  más bien, se asemejan al lado del gasto del presupuesto nacional En la RSS de Estonia en 1947, el sector privado había desaparecido por completo, acompañado de una rápida industrialización que se produjo poco después de la reocupación soviética. Los planificadores soviéticos ampliaron la extracción y el procesamiento de esquisto bituminoso a fines de la década de 1940 y se hicieron cargo de esa industria en la sección noreste de Estonia. En la década de 1970, la economía soviética experimentó un estancamiento, exacerbado por el crecimiento de una economía sumergida.

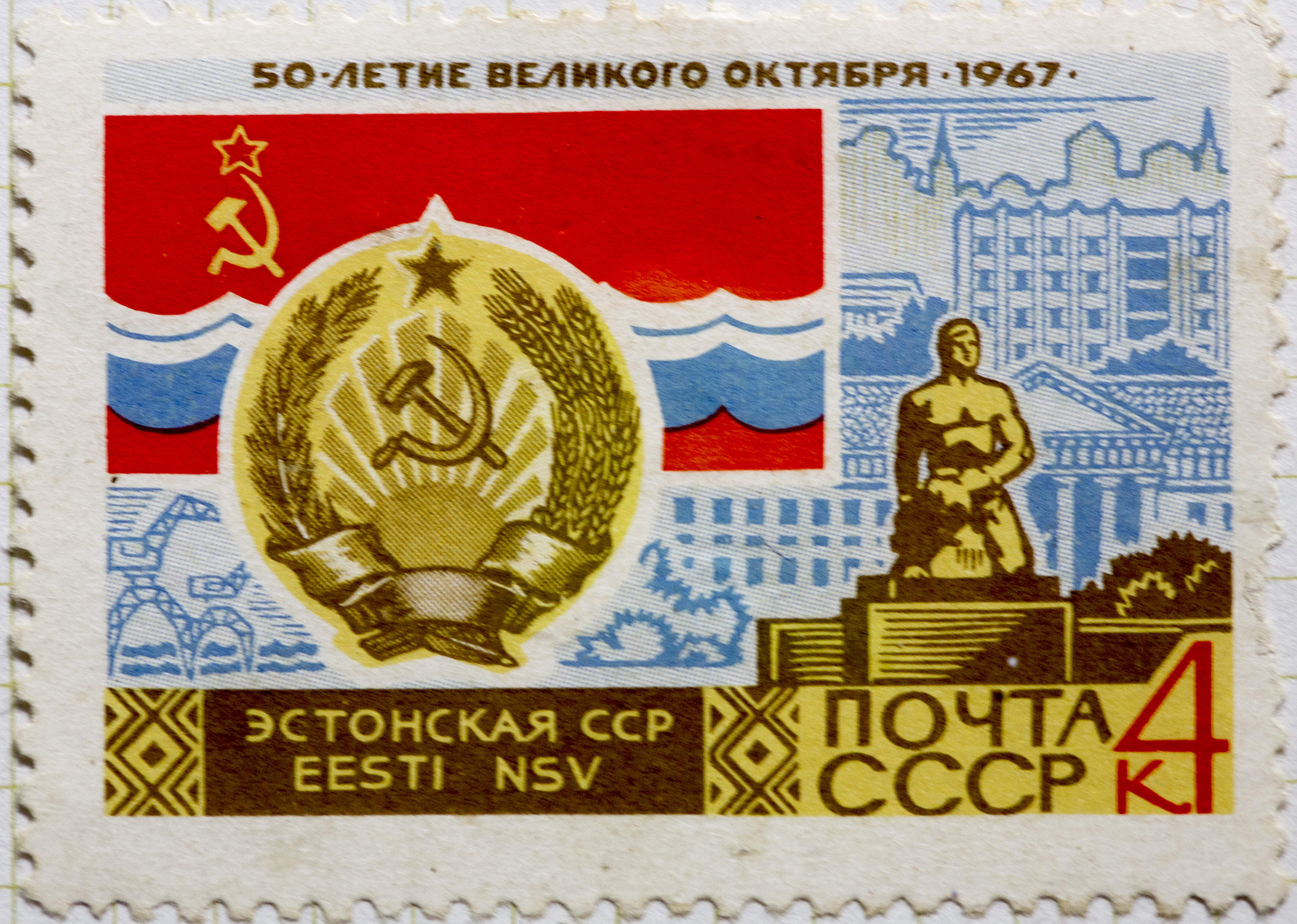
Sello de correos soviético

El ingreso nacional per cápita era más alto en Estonia que en cualquier otro lugar de la URSS (44% por encima del promedio soviético en 1968), sin embargo, los niveles de ingresos también excedieron los de la URSS en la Estonia independiente. Fuentes estonias oficiales sostienen que el gobierno soviético había desacelerado significativamente el crecimiento económico de Estonia, lo que resultó en una amplia "brecha de riqueza" en comparación con sus países vecinos (por ejemplo, Finlandia, Suecia). Por ejemplo, la economía y el nivel de vida de Estonia eran similares a los de Finlandia antes de la Segunda Guerra Mundial.
Las economías del bloque del Este experimentaron una ineficiencia de los sistemas sin competencia o precios que equilibraban el mercado que se volvieron costosos e insostenibles y quedaron significativamente rezagados con respecto a sus contrapartes de Europa occidental en términos de per cápita Producto interno bruto. Estonia's 1990 per cápita GDP was $10,733 compared to $26,100 for Finland. Fuentes estonias estiman que el daño económico directamente atribuible a la segunda ocupación soviética (de 1945 a 1991) se encuentra en el rango de cientos de miles de millones de dólares.

### Industria
El poder central soviético llevó a cabo una serie de inversiones de capital de gran volumen para explotar los recursos en territorio estonio de esquisto bituminoso, madera y, más tarde, uranio, como parte del programa de reconstrucción de la posguerra. El primer Plan quinquenal, llamado el Cuarto Plan Quinquenal, prescribía un total de 3.500 millones de rublos de inversiones para empresas en Estonia.
Uno de los objetivos importantes en esta reforma de la economía de Estonia fue proporcionar apoyo económico a Leningrado. Con este fin, el 40% del total de las inversiones de capital del cuarto Plan Quinquenal que se gastará en Estonia se destinó a inversiones en infraestructura minera de esquisto bituminoso. El esquisto bituminoso rico en gas se entregó a Leningrado a través de un oleoducto especialmente construido a partir de 1948;  el gas de esta misma fuente no llegó a Tallin hasta 1953. En 1961, el 62,5% del gas producido todavía se entregaba a Leningrado.
A finales de 1954, se suministraron gas a 227.000 apartamentos en Leningrado utilizando la salida de Kohtla-Järve;  solo alrededor del tres por ciento de eso, o 6.041 apartamentos, se habían suministrado en Tallin.

### Agricultura
El 21 de mayo de 1947, el Comité Central del Partido Comunista de Toda la Unión (bolcheviques) autorizó la colectivización de la agricultura estonia. Inicialmente se implementó con grandes dificultades en las repúblicas bálticas, pero se vio facilitado por las deportaciones masivas de agricultores disidentes, denominados 'kulaks'. Como resultado, a fines de abril de 1949, la mitad de los agricultores individuales restantes en Estonia se habían unido a los koljoses. El 99,3% de las fincas habían sido colectivizadas en 1957.

## Geografía

Cambios fronterizos de las repúblicas bálticas después de la Segunda Guerra Mundial

A raíz de la guerra de Independencia de Estonia, Estonia estableció el control también sobre Ivangorod, en enero de 1919, un movimiento que fue reconocido por la república socialista federativa soviética de Rusia en 1920 con el Tratado de Tartu.  En enero de 1945, el río Narva se definió como la frontera entre la RSS de Estonia y la RSFS de Rusia, y como resultado, la administración de Ivangorod fue transferida de Narva al óblast de Leningrado, recibiendo el estatus oficial de ciudad en 1954 al haber crecido en población .

### Cambios territoriales
En 1945, el condado de Petseri fue anexado y cedido a la RSFS de Rusia, donde se convirtió en uno de los distritos del óblast de Pskov. Después del colapso de la Unión Soviética en 1991, Estonia planteó la cuestión de un regreso a las fronteras bajo el Tratado de Tartu. Estonia abandonó esta reclamación en noviembre de 1995. Estonia y Rusia firmaron y ratificaron el Tratado fronterizo estonio-ruso, que entró en vigor el 18 de mayo de 2005: el preámbulo señaló que la frontera internacional había cambiado parcialmente, de conformidad con el artículo 122 de la Constitución de Estonia.
Después de la restauración de la independencia de Estonia en 1991, ha habido algunas disputas sobre la frontera entre Estonia y Rusia en el área de Narva, ya que la nueva Constitución de Estonia (adoptada en 1992) reconoce el Tratado de Tartu y su frontera para ser actualmente legal. La Federación de Rusia, sin embargo, considera que Estonia es sucesora de la República Socialista Soviética de Estonia y reconoce la frontera de 1945 entre dos antiguas repúblicas nacionales. Oficialmente, Estonia no tiene reclamos territoriales en el área, lo que también se refleja en el nuevo tratado fronterizo estonio-ruso, según el cual Ivangorod sigue siendo parte de Rusia.  Aunque el tratado fue firmado en 2005 por los ministros de Asuntos Exteriores de Estonia y Rusia, Rusia retiró su firma, después de que el parlamento estonio añadiera una referencia al Tratado de paz de Tartu en el preámbulo del  ley que ratifica el tratado fronterizo. Los ministros de Relaciones Exteriores firmaron un nuevo tratado en 2014.

## Demografía
Mientras que las repúblicas bálticas tenían el nivel de vida más alto de la Unión Soviética y altas tasas de industrialización, los estonios étnicos en la RSS de Estonia (de manera similar a los letones en la RSS de Letonia,  pero a diferencia de los lituanos en la RSS de Lituania sufrió una fuerte disminución de su proporción en la población total debido a la inmigración a gran escala, principalmente de los rusos en Estonia.  Mientras que en 1934 los estonios constituían el 88 por ciento de la población total de Estonia, en 1959 y 1970 su número había disminuido al 75 y al 68 por ciento, respectivamente (y al 61,5% según en 1989).

### Deportaciones
Las deportaciones masivas de estonios étnicos durante la era soviética junto con la migración a Estonia desde otras partes de la Unión Soviética dieron como resultado que la proporción de estonios étnicos en el país disminuyera del 88% en 1934 al 62% en 1989. Si bien las repúblicas bálticas tenían el nivel de vida más alto de la Unión Soviética y altas tasas de industrialización, los estonios étnicos en la RSS de Estonia (similar a los letones en la RSS de Letonia, pero a diferencia de los lituanos en la RSS de Lituania) sufrieron una fuerte disminución de su proporción en el total. población debido a la inmigración a gran escala, en su mayoría de los rusos. Mientras que en 1934 los estonios constituían el 88 por ciento de la población total de Estonia, en 1959 y 1970 su número había disminuido al 75 y 68 por ciento, respectivamente (y al 61,5 por ciento en 1989).
Esta disminución en el porcentaje fue especialmente severa entre las poblaciones urbanas y jóvenes. En 11 años, entre 1959 y 1970, la proporción de estonios en Tallin se redujo hasta en un 4 %, del 60 % al 56 % de la población total. El crecimiento de la población a lo largo de la existencia de la RSS de Estonia se debió principalmente a la inmigración de otras regiones de la Unión Soviética. Aunque el porcentaje de estonios en la población total de la República Socialista Soviética de Estonia disminuyó debido a las políticas migratorias soviéticas, el número total de estonios étnicos aumentó durante el período soviético en su conjunto. Esto se debió a una tasa de crecimiento natural positiva de unos 1 o 2 mil por año. A modo de ejemplo, en 1970, el número de nacidos vivos de estonios fue de 14.429 y el número de muertes fue de 12.356, lo que da un aumento natural de 2.073 estonios étnicos.
En 1940-1941 y 1944-1951, durante las deportaciones soviéticas de Estonia, decenas de miles de ciudadanos estonios fueron reasentados a la fuerza en Siberia. Solo durante el primer año de ocupación, 1940-1941, se perdieron irremediablemente unas 43.900 vidas, sin contar los refugiados. La siguiente ocupación nazi de tres años trajo consigo la pérdida de 32.740 vidas, nuevamente sin contar los refugiados. Otras 16.000 muertes fueron causadas por la represión soviética en los años posteriores a 1944. Durante el primer año de ocupación soviética (1940-1941), más de 8.000 personas, incluida la mayoría de los principales políticos y militares del país, fueron arrestadas. Aproximadamente 2.200 de los arrestados fueron ejecutados en Estonia, mientras que la mayoría de los demás fueron trasladados a campos de prisioneros en Rusia, de donde muy pocos pudieron regresar más tarde.

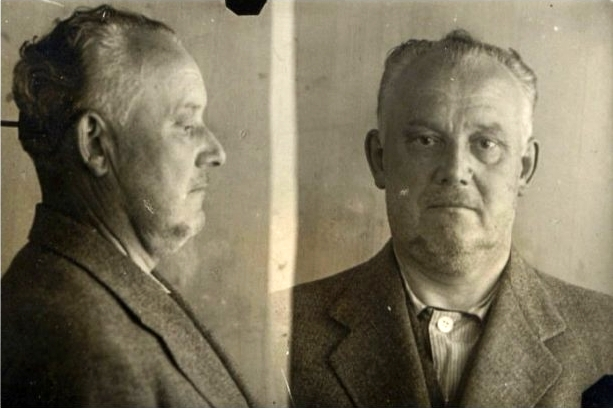
Foto policial soviética de la NKVD del general y estadista estonio Johan Laidoner (después de su arresto en 1940)

El 19 de julio de 1940, el comandante en jefe del ejército de Estonia, Johan Laidoner, fue capturado por la NKVD y deportado junto con su esposa a Penza, RSFSR. Laidoner murió en el campo de prisioneros de Vladimir, Rusia, el 13 de marzo de 1953. El presidente de Estonia, Konstantin Päts, fue arrestado y deportado a Ufa el 30 de julio de 1940. Murió en un hospital psiquiátrico en Kalinin (ahora Tver) en Rusia en 1956.
800 oficiales estonios, aproximadamente la mitad del total, fueron ejecutados, arrestados o muertos de hambre en campos de prisioneros. [cita requerida]
Se estima que un total de 59.732 personas fueron deportadas de Estonia durante el período comprendido entre julio de 1940 y junio de 1941.[103] Esto incluyó a 8 exjefes de estado y 38 ministros de Estonia, 3 exjefes de estado y 15 ministros de Letonia, y el entonces presidente, 5 primeros ministros y otros 24 ministros de Lituania.
La ocupación soviética de Estonia en 1940 diezmó la economía local, cuando Moscú comenzó a nacionalizar industrias privadas y colectivizar pequeñas granjas. La mayoría de las empresas más grandes y la mitad de las viviendas de Estonia fueron nacionalizadas. Los ahorros fueron destruidos con un tipo de cambio artificialmente bajo impuesto de la corona estonia al rublo soviético.

### Represiones contra los rusos étnicos
Según Sergei Isakov, casi todas las sociedades, periódicos y organizaciones de rusos étnicos en Estonia fueron cerrados y sus activistas perseguidos.
Sergei Zarkevich, activista relacionado con organizaciones rusas en Estonia. El propietario de la tienda "Libro ruso": orden de arresto emitida por la NKVD el 23 de junio de 1940, ejecutada el 25 de marzo de 1941. Oleg Vasilovsky, ex general del ejército imperial ruso. Orden de arresto emitida por la NKVD el 1 de julio de 1940. Destino desconocido.
Sergei Klensky, uno de los exlíderes del Partido Laborista Campesino Ruso. Detenido el 22 de julio. El 19 de noviembre de 1940, fue condenado a 8 años en un campo de prisioneros. Más destino desconocido.
Mijail Aleksandrov
Arseni Zhitkov.
Otros rusos étnicos en Estonia arrestados y ejecutados por diferentes tribunales de guerra soviéticos en 1940-1941: Ivan Salnikov, Mihhail Arhipo, Vassili Belugin, Vladimir Strekoytov, Vasili Zhilin, Vladimir Utekhin, Sergei Samennikov, Ivan Meitsev, Ivan Yeremeyev, Konstantin Bushuyev, Yegor Andreyev , Nikolai Sausailov, Aleksandr Serpukhov, Konstantin Nosov, Aleksandr Nekrasov, Nikolai Vasilev-Muroman, Aleksei Sinelshikov, Pyotr Molonenkov, Grigory Varlamov, Stepan Pylnikov, Ivan Lishayev, Pavel Belousev, Nikolai Gusev, Leonid Sakharov, Aleksander Chuganov, Fyodor Dobrovidov, Lev Dobek , Andrei Leontev, Ivan Sokolov, Ivan Svetlov, Vladimir Semyonov, Valentin Semenov-Vasilev, Vasili Kamelkov, Georgi Lokhov, Aleksei Forlov, Ivan Ivanov, Vasili Karamsin, Aleksandr Krasilnikov, Aleksandr Zhukov, etc.

### Urbanización
Inmediatamente después de la guerra, se emprendieron importantes proyectos de inmigración, etiquetados como "ayuda fraternal bajo las políticas de nacionalidad estalinistas". Para la reconstrucción de la posguerra, cientos de miles de rusófonos fueron reubicados en Estonia, principalmente en las ciudades. Durante los años 1945-1950, el recuento de la población urbana total aumentó de 267.000 a 516.000; más del 90% del aumento son nuevos inmigrantes.

### Sociedad
En 1950 se declaró que los principales problemas que merecían investigación médica eran la tuberculosis, los traumatismos, las enfermedades profesionales y la disentería. En comparación con los años de la guerra, la tasa de natalidad aumentó, la mortalidad (incluida la mortalidad infantil) disminuyó y la tasa de natalidad volvió a superar la tasa de mortalidad. A pesar de las inmensas necesidades de investigación, la Facultad de Medicina de la Universidad Estatal de Tartu (ahora Universidad de Tartu) sufrió importantes purgas, que culminaron después de marzo de 1950. En total, se depuró a 56 miembros del personal de la universidad; en la Facultad de Medicina, 12 profesores de 17 fueron destituidos de sus cargos. Fueron reemplazados por personal menos calificado pero políticamente confiable.

## Cultura

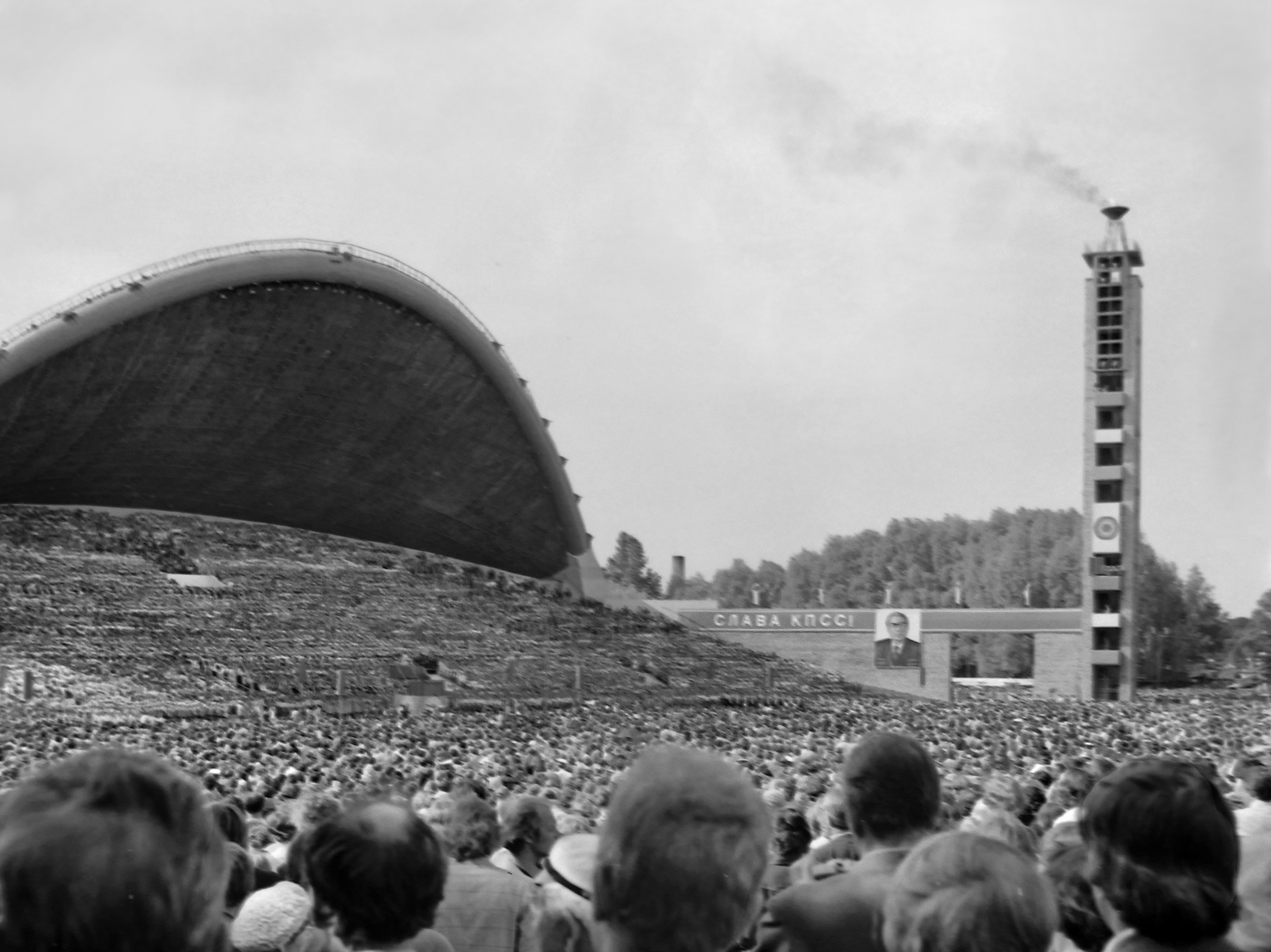
Festival de la Canción de Estonia en Tallin en 1980

### Deportes
Tallin fue seleccionada como anfitriona de los eventos de vela de los Juegos Olímpicos de 1980, lo que generó controversia.[cita requerida] ya que los países occidentales no habían reconocido "de jure" a la RSSE como parte de la URSS. Durante los preparativos para los Juegos Olímpicos de Moscú 1980, se construyeron edificios deportivos en Tallin, junto con otras infraestructuras generales e instalaciones de transmisión.  Esta ola de inversión incluyó la Tallinn TV Tower, el Pirita Yachting Centre, Linnahall, el hotel "Olümpia" y el nuevo edificio de la Oficina Principal de Correos.

## Controversia
Si bien las opiniones divergen sobre la historia de Estonia, el núcleo de la controversia radica en la interpretación variable de los acontecimientos y acuerdos históricos durante y después de la Segunda Guerra Mundial.

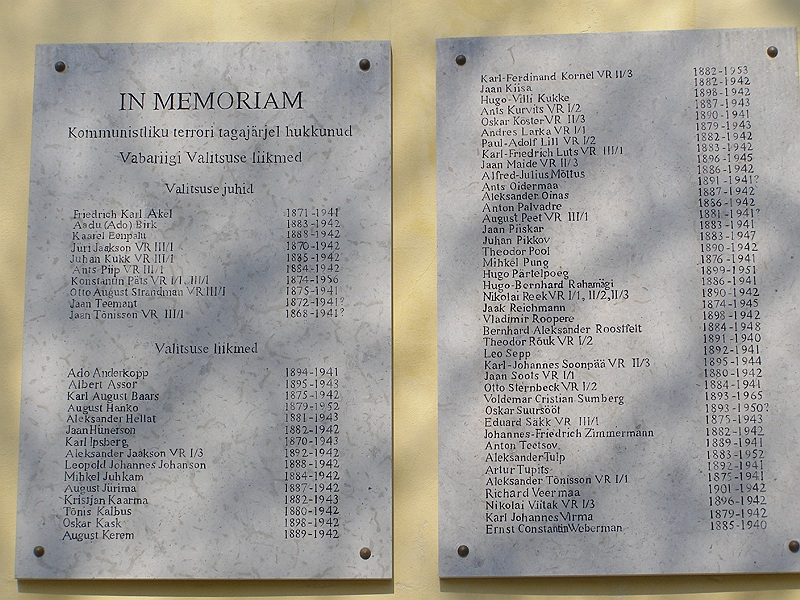
Placa en Stenbock House, sede del Gobierno de Estonia, en conmemoración de los miembros del gobierno asesinados por las fuerzas soviéticas.

Durante la época de la glasnost y la revaluación de la historia soviética en la URSS, la URSS condenó el protocolo secreto de 1939 entre la Alemania nazi y ella misma que había llevado a la invasión y ocupación de los tres países bálticos. El colapso de la Unión Soviética condujo a la restauración de la soberanía de la República de Estonia.
Según el Tribunal Europeo de Derechos Humanos, Gobierno de Estonia, Unión Europea, Estados Unidos Estonia permaneció ocupada por la Unión Soviética hasta la restauración de su independencia en 1991 y los 48 años de la Unión Soviética. la ocupación y la anexión no son legalizadas por la mayoría de los gobiernos internacionales.
Un artículo en The Wall Street Journal afirma que la reconsideración rusa de la anexión soviética de los estados bálticos generó preocupaciones entre "algunos historiadores" de que "el Kremlin está, literalmente, tratando de reescribir la historia de una manera que corre el riesgo de fomentar el ultranacionalismo y blanquear los capítulos más oscuros". del pasado de Rusia".
El gobierno ruso sostiene que la anexión soviética de los estados bálticos fue legítima y que la Unión Soviética anexó esos países debido a la amenaza nazi en ese momento. Se afirma comúnmente que las tropas soviéticas habían entrado en el Báltico en 1940 siguiendo los acuerdos y con el consentimiento de los gobiernos de entonces de las repúblicas bálticas. Afirman que la URSS no estaba en estado de guerra y no estaba librando ninguna actividad de combate en el territorio de los tres estados bálticos contra ellos, y la palabra 'ocupación' no puede usarse.